# Gwaun-Cae-Gurwen
Gwaun-Cae-Gurwen (en anglais) ou Gwauncaegurwen (en gallois) est un village et une communauté du borough de comté de Neath Port Talbot, au pays de Galles. Il est situé dans le nord-ouest du borough de comté, à 8 km à l'est de la ville d'Ammanford.

## Démographie
Au recensement de 2011, la communauté de Gwaun-Cae-Gurwen, qui comprend aussi les villages de Cwmgors (en), Lower Brynamman (en) et Tairgwaith (cy), comptait 4 240 habitants.